# المدبح (فلم)
المدبح فيلم مصري أنتج عام 1985 من بطولة نادية الجندي، صلاح قابيل، أنور إسماعيل وحمدي غيث. الفيلم قصة عبدالجواد يوسف ومن إخراج حسام الدين مصطفى.

## ملخص قصة الفيلم
يتنافس حمدان (صلاح قابيل) وزينهم (أنور إسماعيل) على الزواج من المعلمة أفكار (نادية الجندي) وهما من تجار المدبح. ويفوز بها زينهم ويهب لها كل أملاكه. تنشب معركة يروح ضحيتها المعلم زينهم فتتولى أفكار بنفسها إدارة العمل. تدخل أفكار السجن بتهمة باطلة، يساعدها شافعي (حمدي غيث)، تاجر المواشي حتى يفرج عنها. يعترف لها جابر (حاتم ذو الفقار) أنه قتل زوجها، وأنه كان السبب في دخولها السجن. تستغل فتنتها للإيقاع بين حمدان وشافعي.
إلا أنهما يكتشفان الأمر، ويقومان بقتلها سويا في نهايه الفيلم. حيث يطعنها حمدان في بطنها بسكين ويتبعه شافعي بيه بطعنة أخرى في بطنها أيضا. وينتهي الفيلم بهذا المشهد وهما مسددان إلى بطنها السكينتان.

## معلومات إضافية
شارك في التمثيل كل من حاتم ذو الفقار، شعبان حسين، أحمد دياب، يوسف فوزي، أنجيل أرام، بدرية عبد الجواد، شريف صلاح الدين، عادل أبو الغيط، مهجة عبد الرحمن، ثريا عزالدين ومختار السيد.
مدة الفيلم 110 دقائق وكان أول إصدار له في 21 أكتوبر 1985.

## روابط خارجية
- مقالات تستعمل روابط فنية بلا صلة مع ويكي بيانات